# Off the Wall (chanson)
Pour les articles homonymes, voir Off the Wall.
Singles de Michael Jackson
Rock with You
(1979) She's Out of My Life
(1980)
Pistes de Off the Wall
Get on the Floor  Girlfriend
Off the Wall, est le troisième single de l'album éponyme de Michael Jackson. Il est sorti le 2 février 1980 mais n'a pas fait l'objet d'un clip. Il a été composé par Rod Temperton. Le thème de la chanson est le fait de traverser les problèmes et les difficultés de la vie à travers la musique.
La ligne de basse de la chanson est presque une copie conforme du titre Boogie Nights de Heatwave, le groupe dont faisait partie Rod Temperton. Quincy Jones a fait appel au guitariste Marlo Henderson pour apporter un touche de blues à la chanson qui était très funky.
Quelques éléments de la chanson ont été repris en 2008, par Mariah Carey, dans son titre I'm That Chick figurant sur l'album E=mc2. Elle a aussi été reprise en 2009, par 1 Plus 1 et le DJ Dave Darell (Alias Rob Mayth), en version remixée et très rythmée.
Off the Wall a été chanté sur scène par Michael Jackson pendant les tournées Triumph Tour, Victory Tour, Bad World Tour et la première partie du HIStory World Tour.

## Liste des pistes
- Single européen[1]

1. Off the Wall (Remix) – 3:59
2. Working Day and Night – 5:04

- Single américain

1. Off the Wall (7" Remix) – 3:47
2. Get on the Floor – 4:37